# Церковь Николая Чудотворца на Труворовом городище

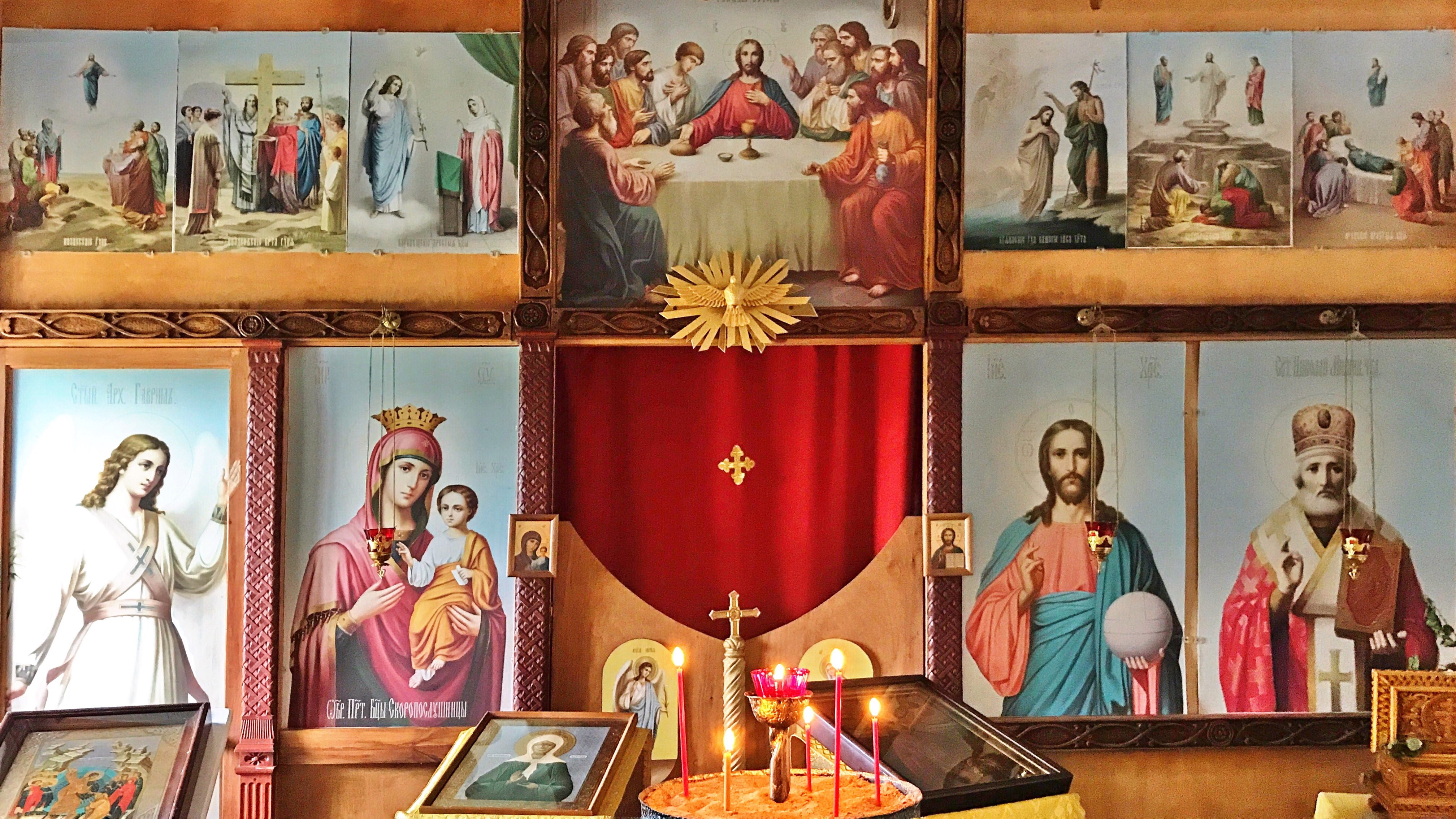
Фрагмент интерьера церкви

Церковь Николая Чудотворца — православный храм, расположенный на территории Труворова городища, археологического памятника близ Изборска, в Псковской области. Другие обиходные названия — Никольская церковь; Николаевская церковь; Свято-Никольская церковь; церковь Николы на Городище.

## История
Церковь, посвящённая святому Николаю Чудотворцу, была основана около второй половины XVI века. Её построили на месте городища, на котором первоначально стоял город Изборск. В XVI—XVIII веках при церкви существовал мужской монастырь, приписанный к Псково-Печерскому.
Первое известное описание монастырских построек относится к 1682 году, где описывается что построено после пожара вновь, так как «старое в пожар погорело». В это время церковь была каменной, крыта тесом, а притвор деревянный. Близ монастыря, на реке Бдехе на броду стояла монастырская мельница.
Сохранившееся до настоящего момента здание относится к 3-й четверти XVII века, но документальных материалов о перестройке церкви в не обнаружено. По клировым ведомостям XIX века значительных перестроек церкви по сравнению с её описанием 1764 года не производилось, за исключением кровли и главы, которая значится в это время деревянной, обитой листовым железом.
С 1831 года церковь была приписана к Рождественской церкви Изборска. В начале 1960-х годов передана в ведение местного музея-заповедника.
Поблизости от церкви расположено кладбище. Рядом с ним находится Труворов крест, относящийся к XV веку.

## Архитектура
Здание церкви сложено из камня. Представляет собой высокий одноглавый одноапсидный четверик с трапезной.
Декор фасадов прост и скромен. Над западной стеной поставлена двухъярусная звонница, стены украшены вмонтированными в них закладными крестами. Три закладных каменных креста — один под окном второго света и два по бокам, над вертикальными нишами, выкрашены в чёрный цвет и обведены лепными рамками. Такие же кресты украшают северный фасад трапезной и восточный фасад церкви.
Дверь северной стены — двупольная, деревянная, с металлическим нащельником, скобами и цепью.